# Filippos Karvelas
Filippos Karvelas (in greco Φίλιππος Καρβελάς?; Atene, 1877 – Atene, 7 novembre 1952) è stato un ginnasta greco.
Partecipò alle gare di ginnastica delle prime Olimpiadi moderne che si svolsero ad Atene nel 1896.
Prese parte alla gara di parallele, senza risultati di rilievo. Vinse la medaglia di bronzo nelle parallele a squadre, con la Ethnikos Gymnastikos Syllogos.